# فيلي لوجي
فيلي لوجي (بالإنجليزية: Willie Logie)‏ هو مدرب كرة قدم ولاعب كرة قدم بريطاني في مركز نصف الجناح، ولد في 20 سبتمبر 1932 في مونتريال في كندا، وتوفي في 20 يونيو 2016 في إستيرلينغ في المملكة المتحدة. لعب مع نادي رينجرز.